# 畸形的工人国家
在托洛茨基主义的政治理论中，畸形的工人国家是指资产阶级被推翻，经济体制主要是国有化和计划经济，但没有内部民主和工人自治的国家。在一个畸形的工人国家中，工人阶级从未拥有像十月革命后苏俄工人们那样的政治权力。这种国家被认为是“畸形的”，因为它们的政治和经济架构是从高层（或外部）强加的。和堕落的工人国家一样，一个畸形的工人国家也不能说是在向社会主义过渡的国家。
部分托洛茨基主义者列举了当今畸形的工人国家的例子，包括古巴共和国、中华人民共和国、朝鲜民主主义人民共和国以及越南社会主义共和国。

## 历史
在当时，苏联击败了纳粹德国并在东欧建立了大量的卫星国，因此在第二次世界大战后，第四国际的理论家提出了“畸形的工人国家”的概念。以列夫·托洛茨基对苏联的概念“堕落的工人国家”为基础，1951年的第三次世界代表大会上将这些东欧的卫星国们描述为“畸形的工人国家”。不像资本主义国家那样提倡社会革命，第四国际主张政治革命以推翻已经堕落的苏联和东欧的卫星国中的斯大林主义官僚机构。
一些托洛茨基主义团体，如社会主义行动，虽然与古巴领导人有一些分歧，但他们仍然认为古巴是一个健康的工人国家；另一些托洛茨基主义团体，如自由社会党，认为中华人民共和国在资本主义复辟的道路上走得太远，以至于连畸形的工人国家都算不上。